# NGC 6975
NGC 6975 (NGC 6976) é uma galáxia espiral (Sbc) localizada na direcção da constelação de Aquarius. Possui uma declinação de -05° 46' 17" e uma ascensão recta de 20 horas, 52 minutos e 25,9 segundos.
A galáxia NGC 6975 foi descoberta em 12 de Julho de 1864 por Albert Marth.